# Font-Montnegre
Font-Montnegre – miejscowość w Hiszpanii, w Katalonii, w prowincji Barcelona, w comarce Maresme, w gminie Sant Iscle de Vallalta.
Według danych INE z 2004 roku miejscowość zamieszkiwało 113 osób.